# Polistes atrimandibularis
Polistes atrimandibularis (лат.) — вид общественных бумажных ос рода Polistes из семейства Vespidae. Это один из четырёх облигатных социальных паразитов среди ос Polistes, встречающихся в Европе. Из четырёх известных видов социальных паразитов бумажных ос он самый маленький. Он паразитирует на нескольких видах, таких как P. dominula, P. nimpha, P. associus, P. gallicus и P. biglumis. Самки P. atrimandibularis не способны строить гнездо или производить рабочих, поэтому полностью зависят от колонии хозяина[1].

## Распространение и экология
P. atrimandibularis редко встречается в Европе, в основном в районе Средиземноморья и в странах Каспийского бассейна, но в целом распространён от южной и юго-центральной Европы до Западной Азии. Обычно они располагаются на больших высотах, хотя нередко встречаются колонии и на более низких. Соответственно, один из видов, на котором паразитирует P. atrimandibularis, P. biglumis, живёт в основном в горном климате Южной Европы.

## Описание
Polistes biglumis может достигать в длину до 16 мм (королева), 14 мм (рабочие), 15 мм (самцы)..

## Таксономия
P. atrimandibularis относится к жалящим стебельчатобрюхим перепончатокрылым насекомым (Apocrita, Hymenoptera) из семейства настоящие осы (Vespidae) и подсемейства полистины, второму по величине подсемейству веспид, в котором все осы — социальные.
P. atrimandibularis филогенетически тесно связан с тремя другими облигатными социальными паразитами: P. austroccidentalis, P. maroccanus и P. semenowi. Эти четыре вида инквилинов Polistes более близки к P. nimpha и P. dominula, чем к P. gallicus и P. biglumis.